# Parker Young
Parker Young (Tucson, 16 de agosto de 1988) é um ator e modelo estadunidense. Tornou-se conhecido por interpretar Ryan Shay em Suburgatory e seus trabalhos para as empresas Tommy Hilfiger e Calvin Klein.

## Filmografia
| Ano  | Título                                 | Papel              |
| ---- | -------------------------------------- | ------------------ |
| 2008 | Days of Our Lives                      | Delivery man       |
| 2008 | Gingerdead Man 2: Passion of the Crust | Cornelius          |
| 2009 | Nightfall                              | Jamie Parker       |
| 2010 | Killer Reality                         | Ross Freeman       |
| 2010 | Cupid's Arrow                          | Tony               |
| 2010 | Big Time Rush                          | Travis             |
| 2010 | Make It or Break It                    | Hunk #1            |
| 2011 | Tainted Rose                           | Anthony            |
| 2011 | CSI: NY                                | Thad Wolff         |
| 2011 | Suburgatory                            | Ryan Shay          |
| 2012 | Mad Men                                | Jim Hanson         |
| 2012 | Jane by Design                         | Aiden Chase        |
| 2012 | The Choice                             | Himself            |
| 2014 | Enlisted                               | Private Randy Hill |
| 2014 | Animal                                 | Jeff               |
| 2014 | Sex Ed                                 | Montana            |
| 2015 | Things You Shouldn't Say Past Midnight |                    |
| 2015 | Fresh Off the Boat                     | Wyatt              |
| 2015 | Fourth Man Out                         | Chris              |
| 2015 | Arrow                                  | Alex Davis         |